# Slaget vid Älgarås
Slaget vid Älgarås utkämpades vid Älgarås kungsgård i Västergötland, 14 november 1205 mellan anhängare av kung Sverker den yngre och Knut Erikssons söner. Bakgrunden var den strid om kronan som de Sverkerska och Erikska ätterna bedrivit i ett halvsekel.
Kung Sverker segrade, och tre av Knut Erikssons söner uppges ha dödats vid slaget. Den fjärde brodern, Erik Knutsson, lyckades fly till Norge, varifrån han senare återkom och tog revansch i slagen vid Lena och Gestilren.
Första omnämnandet sker i Chronologia Vetus, någon gång efter 1260-talet. Där finns inga andra uppgifter än om att ett slag stått vid Älgarås 1205. En senare uppgift från början av 1300-talet bestämmer tidpunkten till november, troligen på ganska lösa grunder, och innehåller uppgiften om att kung Knuts söner stupade i slaget.
Det mesta av de övriga uppgifterna är än senare. Enligt Johannes Bureus skulle Erik under flykten haft hjälp av en Fale Bure, en gestalt som av modern forskning anses vara en påhittad figur.